# زمین‌لرزه ۲۰۰۸ ایواته-میاگی نایریکو
زمین‌لرزه ایواته-میاگی نایریکو در تاریخ ۱۳ ژوئن ۲۰۰۸ میلادی، برابر با ‎۲۴ خرداد ۱۳۸۷، ساعت ۲۳:۴۳:۴۵ به زمان یوتی‌سی در ژاپن، منطقه ایواته و میاگی رخ داد. ژرفای این زلزله ۷ کیلومتر بود، و بزرگی آن ۶٫۹ در مقیاس Mw اعلام شده‌است. زمین‌لرزه به وقت محلی در روز شنبه، ساعت ۸ روی داده و منطقه زمانی آن یوتی‌سی +۹ بوده‌است.
سازمان زمین‌شناسی آمریکا نیز رومرکز این زمین‌لرزه را در مختصات ۳۹°۰۱′۴۸″شمالی ۱۴۰°۵۲′۵۲″شرقی / ۳۹٫۰۳°شمالی ۱۴۰٫۸۸۱°شرقی و ژرفای آن را در ۷ کیلومتر گزارش کرده‌است. بزرگی برگزیدهٔ این سازمان از میان بزرگی‌های محاسبه‌شدهٔ مختلف ۶٫۹ در مقیاس Mw بوده و از دید اثر، در میان چهار دسته‌بندی «نامحسوس»، «محسوس»، «زیان‌آور» یا «با تلفات»، زلزله را «با تلفات» اعلام کرده‌است. رانش زمین در آن به وجود آمده‌است.
پروژهٔ «تنسور گشتاور مرکزوار» زاویه‌های (راستا، شیب، ریک) گسل سازندهٔ زمین‌لرزه و صفحه عمود بر آن را (°۱۷، °۴۲، °۸۷) یا (°۲۰۱، °۴۸، °۹۲) و نوع گسل را«معکوس» فرارسانده‌است.
شمار کشتگان زلزله حدود ۱۳ نفر بوده‌است. تعداد زخمیان ۳۵۷ نفر برآورده شده‌است.